# Wellington do Nascimento Silva
Wellington do Nascimento Silva, meglio conosciuto come Wellington Silva (Rio de Janeiro, 6 marzo 1988), è un calciatore brasiliano, difensore del Volta Redonda.

## Palmarès

### Calciatori
- Primeira Liga (Brasile): 1

Fluminense: 2016
- Copa do Nordeste: 1

Bahia: 2017
- Copa Verde: 1

Remo: 2021
- Campeonato Brasileiro Série C: 1

Volta Redonda: 2024

#### Competizioni statali
- Copa Rio: 1

Volta Redonda: 2022
- Campeonato Carioca Série A2: 1

Volta Redonda: 2022